# Dick Farley (basket-ball)
Pour les articles homonymes, voir Dick Farley.
Richard L. « Dick » Farley, né le 13 avril 1932, à Winslow, dans l'Indiana, décédé le 1er octobre 1969, à Fort Wayne, dans l'Indiana, est un ancien joueur américain de basket-ball. Il évolue durant sa carrière aux postes d'arrière et d'ailier.

## Palmarès
- Champion NCAA 1953
- Champion NBA 1955